# Rubus foliosus
Rubus foliosus är en rosväxtart som beskrevs av Carl Ernst August Weihe och Nees. Rubus foliosus ingår i släktet rubusar, och familjen rosväxter. Inga underarter finns listade i Catalogue of Life.